# Пелагонија
Пелагонија (грч. Πελαγονíα, мкд. Пелагонија) је била једна од регија античке Европе која је временом постала део Македонског краљевства.
Пелагонија се граничила са античким покрајинама Дарданијом на северу, Илиријом на западу, Пеонијом на истоку и Линкестисом на југозападу. Овај крај настањивала су трачко-илирска племена: Пелагони, Пеонци, а од 1900. п. н. е. Ахајци и Еољани.
Пелагонија је била колевка микенских племена. У Пелагонији је пронађено пуно предмета из пре премикенског раздобља, попут двоструке секире, која је тек касније пронађена у Микени. Ови објекти су изложени у Регионалном музеју Битољ. Нешто касније овај крај населили су антички Македонци.
Грчки историчар, географ и филозоф, Страбо назвао је Пелагонију Триполитис, ради три тадашња велика града у Пелагонији.
Данас се назив Пелагонија користи као назив за пространу долину коју деле Северна Македонија и Грчка. У њој се налазе македонски градови Битољ и Прилеп и грчки град Лерин. Она је највећа котлина у Северној Македонији. Смештена је у југозападном делу Македоније и обухвата простор од око 2.000 -{[[квадратни километар|km²}- и њен правац простирања је меридијански (север-југ) и обухвата део грчке територије.
Пелагонија је 1259. године била поприште значајне битке код Пелагоније, у којој су се сукобиле војске Никејског царства и савеза који су чиниле Ахајска кнежевина, Сицилијанска краљевина и Епирска деспотовина.

## Привреда
Пелагонија је највеће житородно подручје у Северној Македонији, а није занемарива ни производња у Грчкој. Пуно се узгаја и дуван (у прилепском делу), сунцокрет и шећерна репа, а развијено је и сточарство.
У Пелагонији је снажно развијена прехрамбена индустрија; Жито Битољ, Жито Прилеп, Витаминка (Прилеп). Снажна је била дуванска индустрија (Прилеп) и метална индустрија (кућни апарати Битољ)
Пелагонија има и значајне резерве угља, који се копају у два рудника: Суводол и Гнеотино. У Пелагонији ради и највећи енергетски погон у Северној Македонији термоелектрана РЕК Битољ, капацитета 675 MW (она производи 80% електричне енергије у Северној Македонији).